# Chingiz Sadigov
Chingiz Sadigov (en azerí: Çingiz Sadıqov; Bakú, 5 de abril de 1929 - San Francisco, 30 de diciembre de 2017) fue un pianista de Azerbaiyán, Artista del Pueblo de la RSS de Azerbaiyán y profesor de la Academia de Música de Bakú.

## Biografía
Chingiz Sadigov nació el 5 de abril de 1929 en Bakú. En 1939-1946 estudió en la Academia de Música de Bakú. Continuó su educación en el Conservatorio de Moscú en 1951-1953. Desde 1991 hasta 1994 fue el profesor de la Academia de Música. Él acompañó Rashid Behbudov, Bulbul, Muslim Magomáyev, Lutfiyar Imanov, Fidan Gasimova y Khuraman Gasimova. Chingiz Sadigov recibió el título “Artista de Honor de la RSS de Azerbaiyán” en 1959 y “Artista del Pueblo de la RSS de Azerbaiyán” en 1987. 
Chingiz Sadigov murió el 30 de diciembre de 2017 en San Francisco y fue enterrado el 16 de enero de 2018 en el Segundo Callejón de Honor en Bakú.

## Premios y títulos
- Artista de Honor de la RSS de Azerbaiyán (1959)
- Artista del Pueblo de la RSS de Azerbaiyán (1987)
- Orden Shohrat (2009)